# PC booter
PC booter или booter — тип Програмного обеспечения домашних компьютеров (использовался с конца 1970-х до начала 1990-х годов), который загружался и исполнялся при загрузке операционной системы с загрузочной дискеты, а не как обычная программа; Загрузчик операционной системы не зависел от установленной  операционной системы. Наиболее распространёнными в качестве загрузочных устройств были дискеты с видеоиграми.

## История
Некоторые загрузчики включают настраиваемое подмножество или вариант «стандартной» операционной системы для платформы (например, DOS для совместимости с IBM PC, Apple DOS или ProDOS для Apple II и так далее).
Игры для Amiga и других компьютеров часто распространялись на загрузочных дискетах с использованием настраиваемого загрузочного блока, который состоял из пользовательского загрузчика. Эти дискеты не содержали файловой системы; вместо этого пользовательский загрузчик читал данные с треков напрямую. Многие игры Amiga были выпущены в таком виде, чтобы помешать пиратству, и использовать RAM, в противном случае занятую AmigaOS. В начале-середине 1990-х годов диски с пользовательским загрузочным блоком стали очень популярны для создания так называемых «трек-модов» демонстрационными группами.
Пример компьютерной системы, в которой этот метод не использовался, — это Commodore 64, поскольку он не был предназначен для чтения любого загрузочного блока с внешнего носителя данных до запуска подпрограмм операционной системы и ввода интерпретатора BASIC. Тем не менее, были картриджи, которые отображали их программный код непосредственно в адресную память Commodore 64 (без необходимости загрузки) и которые начинались бы немедленно, хотя они и не считаются загрузчиками из-за отсутствия загрузки.
Хотя загрузчики, как считалось, обеспечивали эффективную защиту от копирования, такие программы, как Locksmith и Copy II PC умели копировать эти диски; они были известны как бит-ниблеры.
Сегодня компьютеры, совместимые с IBM PC, всё ещё могут загружаться с дискет, CD-ROM / DVD, USB и так далее, если к системе подключен соответствующий диск. Однако может потребоваться изменить приоритет загрузочного устройства в утилите настройки BIOS.

## Преимущества
- Простота использования (программное обеспечение запускается автоматически, без каких-либо дальнейших действий, требуемых пользователем).
- Изоляция (мало шансов вручную изменить файлы программы). В некотором смысле, загрузчик действовал как песочница, хотя подобной концепции ещё не существовало.
- Предотвращение копирования (загрузочные дискеты могут быть трудночитаемыми и их трудно скопировать с помощью обычной операционной системы — главным образом потому, что они обычно использовали нестандартную файловую систему или форматирование).
- Обход обычной операционной системы (для использования некоторой специализированной замены).[1]

Последнее преимущество было критичным для игр, поскольку это позволило использовать специализированные замены, такие как лёгкие файловые системы и доступ к памяти. Это позволило повысить производительность, особенно для графических приложений.

## Недостатки
- Приложение не может сосуществовать с другими установленными приложениями (из-за изоляции, описанной в предыдущем разделе).

- Обход обычной операционной системы заставил разработчиков предвидеть все проблемы, связанные с оборудованием или драйверами. В таких случаях самостоятельная запись драйверов является решением проблемы, но может привести к проблемам совместимости с необычным оборудованием.

## Примеры
- Infocom предлагал только сторонние игры для Apple Macintosh при запуске, распространяя их со своей собственной загрузочной операционной системой.[1]
- Сокращённая версия GeoWorks использовалась America Online для своего клиентского программного обеспечения AOL на основе DOS до конца 1990-х годов. AOL распространялся на одной 3,5-дюймовом дискете, которую также можно было использовать для загрузки GeoWorks.
- В 1998 году Caldera распространила демоверсию своего 32-битного DPMI расширенного DMI-браузера и почтового клиента DR-WebSpyder[англ.] на загрузочной полностью автономной 3,5-дюймовой гибкой дискете. На PC AT 386 с объёмом памяти не менее 4 МБ дискета загружала минимальный DR-DOS 7.02 в комплекте с диспетчером памяти, RAM-диском, диалап-модемом, LAN, мышь и драйверами дисплея, автоматически запускаясь в графическом браузере, не касаясь жёсткого диска аппарата. Пользователи могли начать работу в Интернете сразу после ввода своих учётных данных доступа.